# Нагута
Нагута́ (реже Нагу́та, Нагу́тск) — бальнеологическая курортная местность в России (Ставропольский край), в 22 км к Западу от ж/д ст. Минеральные Воды и в 20 км к Северу от Ессентуков. Расположена в районе Кавказских Минеральных Вод.

## Природа
Местность занимает живописные и исторические места первых поселений на КавМинВодах итальянских и немецких колонистов – виноделов (с начала XIX века) в районе Темпельгофа (а также Орбельяновки, район ж/д станции Суворовская, и Николаевская Степь)
и Калаборки; к ним прилегают также близрасположенные населённые пункты: Быкогорка, Порт-Артур, Верблюдогорка, Новоблагодарное (Предгорного р-на); а также островные территории в районе Суворовской (на западе); и в районе ж/д ст. Орбельяново (на севере) – Нагутское, Перевальный (последние два – Минераловодский р-н), и ж/д ст. Нагутская (Андроповский р-н) [в 35 км к С-З от ж/д ст. Минеральные Воды и в 45 км к С (С-З-С) от Пятигорска].
Рельеф преимущественно равнинный; выделяется гора-лакколит Верблюд, склоны которой покрыты в основном лиственными лесами (дуб черешчатый и скальный, бук, орешник, кизил).

## Климат
Климат континентальный. Зима умеренно мягкая, с неустойчивым снежным покровом; средняя температура янв. −4 °C. Лето тёплое; средняя температура июля 21 °C. Осадков ок. 600 мм в год.

## Лечебные свойства курорта
Ландшафтно-климатические особенности являются основными курортными факторами предгорных районов Пятигорья. Большое число солнечных дней, повышенная ультрафиолетовая радиация, исключительно чистый горный воздух, насыщенный хвойным ароматом, создают благоприятные условия для проведения климатотерапии.
Основу природных лечебных факторов, наряду с климатом, составляют минеральные воды Нагутского месторождения, выведенные на поверхность путём бурения (с глубины до 800 м) в 1952 году. Относятся к термальным углекислым гидрокарбонатно-хлоридным натриевым с минерализацией около 12 г/л. Суточный дебит источников свыше 3200 м3. Нагутское месторождение — крупнейшее на Ставрополье (включая в бытность входящую КЧР).

## Инфраструктура
В конце 1960-х – начале 1980-х в Нагутской курортной местности функционировал небольшой пионерлагерь санаторного типа, организованный республиканским (РСФСР) советом профсоюзов совместно с хозяйственными органами и органами здравоохранения и народного образования.